# Myslovice
Myslovice (en allemand : Mißlowitz, précédemment : Mislowitz) est une commune du district de Klatovy, dans la région de Plzeň, en République tchèque. Sa population s'élevait à 129 habitants en 2021.

## Géographie
Nalžovské Hory se trouve à 7 km à l'est du centre de Klatovy, à 37 km au sud-sud-est de Plzeň et à 107 km au sud-ouest de Prague.
La commune est limitée par Bolešiny au nord et à l'est, par Klatovy au sud-est et par Obytce au sud-ouest.

## Histoire
La première mention écrite du village date de 1379.

## Galerie

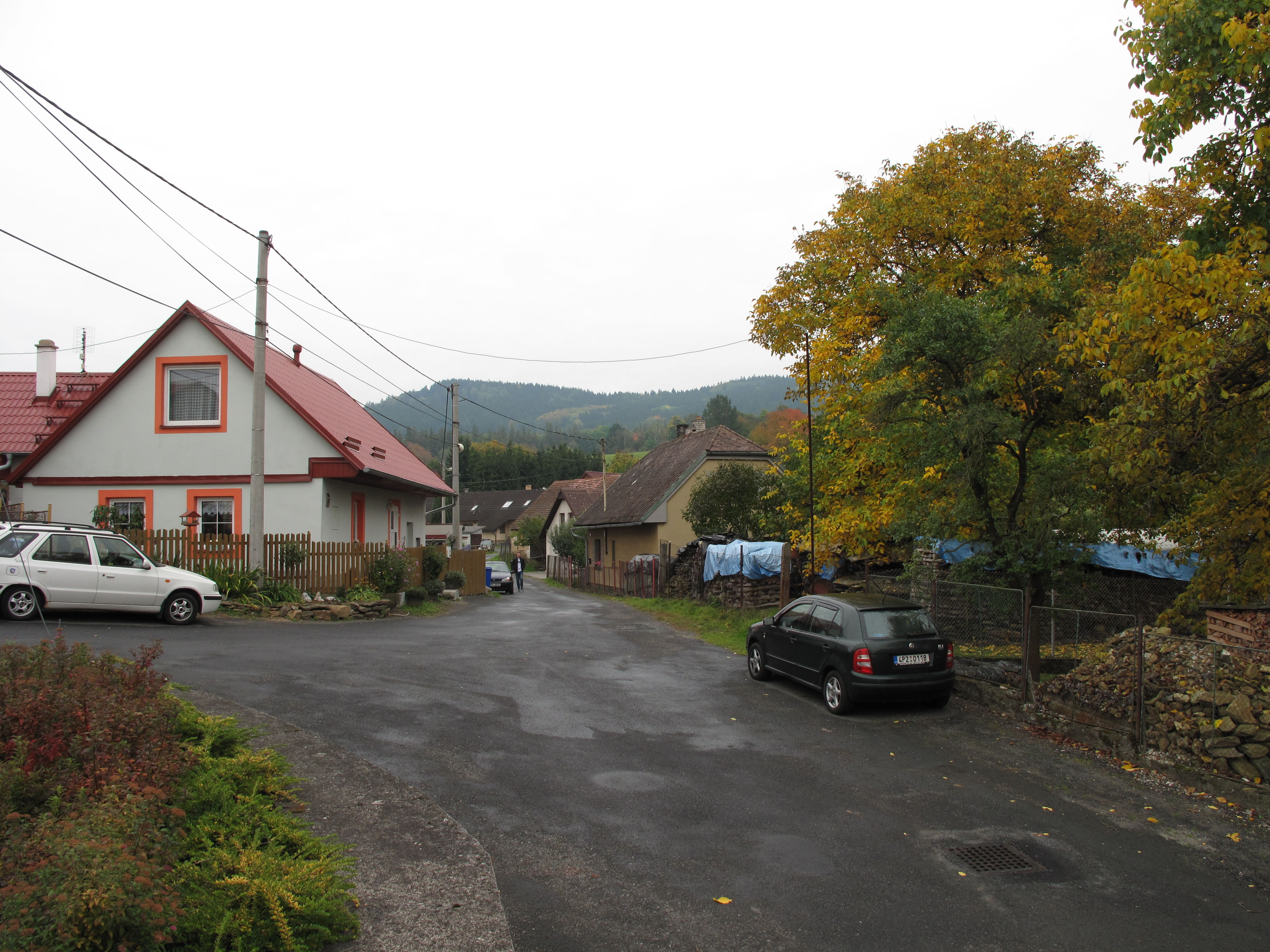
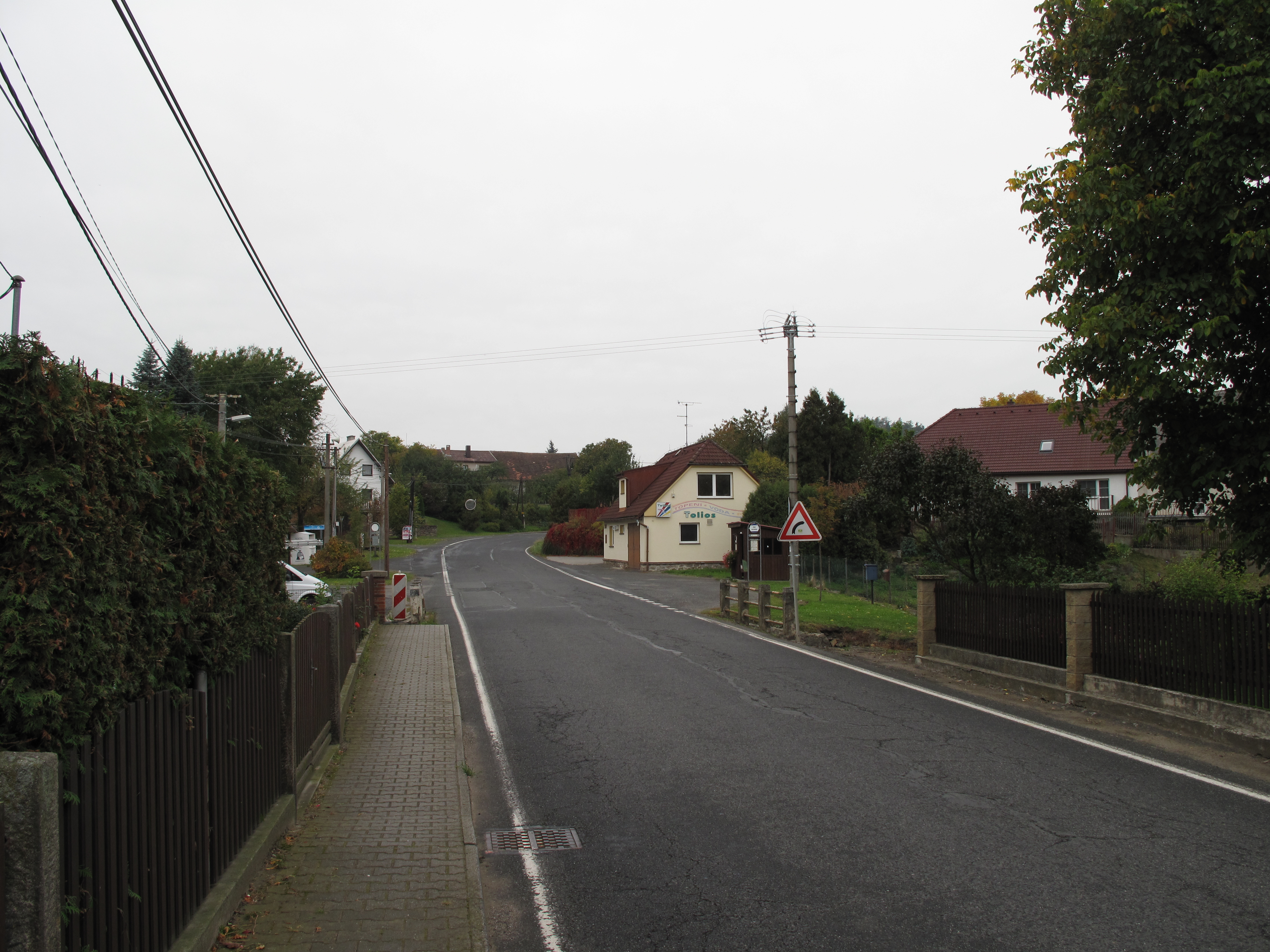
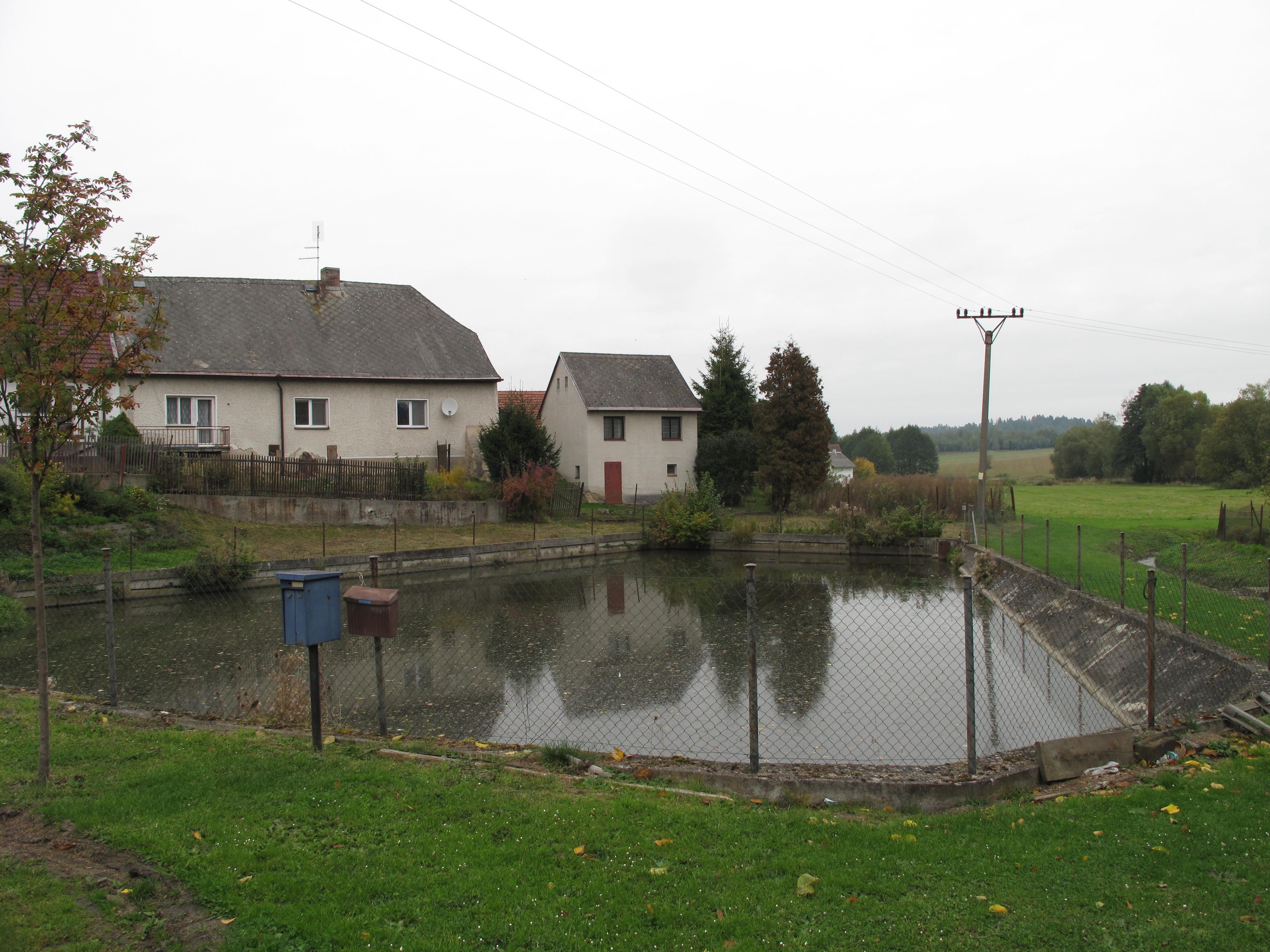

## Transports
Par la route, Myslovice se trouve à 8 km de Klatovy, à 50 km de Plzeň et à 128 km de Prague.